# Краузе, Надин
Надин Краузе (нем. Nadine Krause; род. 25 марта 1982 года в Вайблингене) — немецкая гандболистка, игравшая в качестве левого защитника. Она дебютировала в сборной Германии в 1999 году, в возрасте 17 лет. Она была лучшим бомбардиром на чемпионате мира 2005 года и была признана игроком года IHF в 2006 году.

## Достижения
- Кубок Германии:
  - Победитель: 2002
- EHF Challenge Cup:
  - Победитель: 2005
- EHF Cup Winners' Cup:
  - Победитель: 2009
- World Championship:
  - Бронзовый призер: 2007

## Награды и признание
- Мировой игрок IHF года: 2006
- Немецкий гандболист: 2005, 2006
- All-Star Left Back of the European Championship: 2004
- Бундеслига Игрок сезона: 2004-05, 2005-06, 2006-07
- Лучший бомбардир чемпионата мира: 2005
- Лучший бормбардир чемпионата Европы: 2006
- Лучший бомбардир Бундеслиги: 2005, 2006
- Лучший бомбардир Damehåndboldligaen: 2008